# Dekra
Dekra SE (DEKRA) er en tysk virksomhed indenfor produktafprøvning, tests og certificering. De havde i 2022 48.646 ansatte og en omsætning på 3,8 mia. euro. Siden 1946 har Dekra haft hovedkvarter i Stuttgart. 
Virksomheden blev etableret i Berlin i 1925 som Deutsche Kraftfahrzeug-Überwachungs-Verein.